# Мусса, Омар
Омар Мусса Бух (араб. عمر موسى‎, фр. Omar Moussa Bouh; род. 8 февраля 1961) — джибутийский легкоатлет-марафонец. Выступал за сборную Джибути по лёгкой атлетике в 1980-х и 1990-х годах, победитель и призёр крупных международных соревнований, участник двух летних Олимпийских игр.

## Биография
Омар Мусса родился 8 февраля 1961 года.
Впервые заявил о себе в лёгкой атлетике на международном уровне в сезоне 1986 года, когда выступил на Парижском марафоне и Монреальском международном марафоне, где занял пятое и третье места соответственно.
В 1988 году вошёл в основной состав джибутийской национальной сборной и благодаря череде удачных выступлений удостоился права защищать честь страны на летних Олимпийских играх в Сеуле. В программе марафона показал время 2:25:25 и расположился в итоговом протоколе соревнований на 49 строке.
После сеульской Олимпиады Мусса остался в составе легкоатлетической команды Джибути и продолжил принимать участие в крупнейших международных соревнованиях. Так, в 1985 году он отметился выступлением на Кубке мира по марафону в Милане, где финишировал в личном зачёте на 46 позиции.
В 1990 году одержал победу в марафоне во французской коммуне Обиньи-сюр-Нер.
В 1991 году закрыл десятку сильнейших Пекинского марафона.
В 1994 году был шестым на полумарафоне в Ницце и на марафоне в Карпи. Во втором случае установил свой личный рекорд на марафонской дистанции, показав время 2:13:57.
В 1995 году занял 34 место на марафоне в Турине, 2 место на марафоне в Лилле, 9 место на марафоне О-де-Сен.
Находясь в числе лидеров джибутийской национальной сборной, благополучно прошёл отбор на Олимпийские игры в Атланте — на сей раз в программе марафона не финишировал и не показал никакого результата.
В 1997 году стал восемнадцатым в зачёте Лионского марафона.
В 1998 году отметился выступлениями на Белградском и Лейденском марафонах, где занял 22 и 5 места соответственно.
Последний раз показал сколько-нибудь значимые результаты на международной арене в сезоне 1999 года, когда вошёл в десятку сильнейших на марафонах в Лейдене, Марселе и Кот д’Опаль.